# Adami (azienda)
La Adami è stata un'azienda automobilistica italiana.

## Storia
L'azienda venne fondata come Società in Accomandita verso la fine del 1899 dall'ingegnere Guido Adami che ne fu il gerente e come soci accomandatari ebbe Carlo Ginori, Gerino Gerini, Ernesto Corsini, Antonio Civelli, Antonio della Stufa, Piero Strozzi, Camillo Bondi, Ugobaldo Tonietti e Giorgio Fossi,  praticamente tutti i pionieri dell'automobilismo fiorentino. La società ebbe sede in via degli Artisti 10 dove rimane per tutta la sua storia.

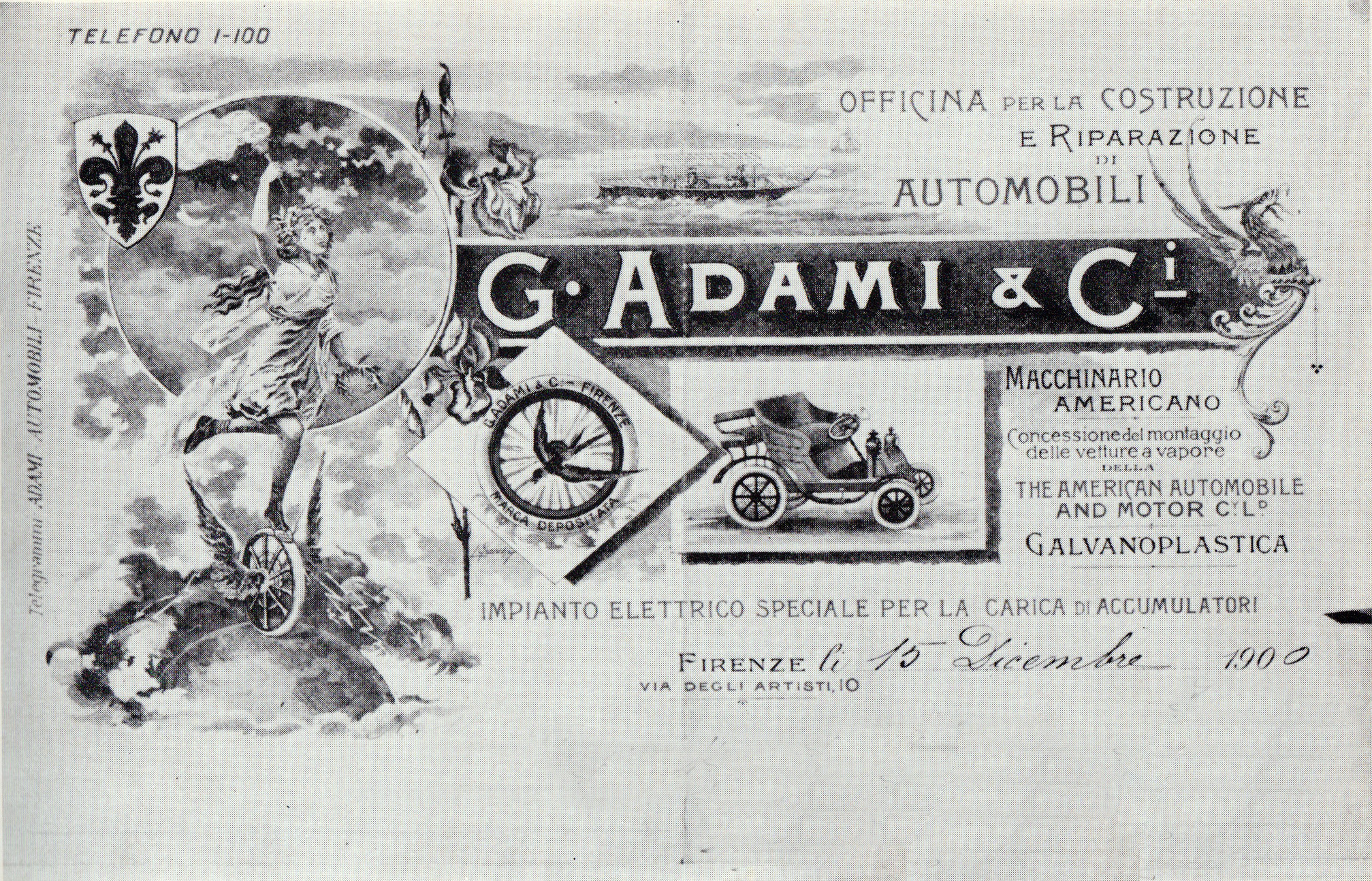
Biglietto di invito della Adami automobili (1900)

Nel 1901 decide di diventare costruttore in proprio e realizza un solo modello di automobile che viene presentato al Salone dell'automobile di Torino del 1902.
La macchina si chiama Rondine e monta un motore sviluppato dallo stesso Adami capace di sviluppare 16 HP. Le realizzazione della vettura fu molto lenta in quanto l'Adami aveva molte difficoltà a seguire tutti gli sviluppi tecnici delle case automobilistiche straniere. La vettura piace e viene premiata con la medaglia d'oro della Presidenza del Salone.
Nel marzo del 1902 due vetture vennero iscritte alla Nizza-Abbazia, competizione che poi non si svolse per difficoltà organizzative. L'anno successivo partecipò alla Coppa della Consuma dove a causa di motivi non chiari non riuscì a raggiungere il traguardo.
L'azienda cessa l'attività nel 1906.

## Guido Adami
Guido Adami viene considerato uno dei primi motoristi italiani capaci di sviluppare un propulsore tecnicamente valido. In passato era stato anche un valente pilota partecipando a numerose competizioni; tra l'altro il 30 giugno 1901 vinse a Padova la Coppa d'Italia al volante di una Panhard & Levassor.